# وی تسی
وی زی (چینی:巍子؛ پین یین: Wēi Zǐ) (زادهٔ ژانویه ۱۹۵۶) از بازیگران سرشناس تئاتر، سینما و تلویزیون کشور چین است.

## زندگی‌نامه
وی زی با نام واقعی وانگ وی (چینی: 王巍؛ پین یین: Wáng Wēi) در ژانویه ۱۹۵۶ در شهر یین‌چوان از توابع استان خودمختار نینگ‌شیای جمهوری خلق چین دیده به جهان گشود. پدر و مادرش هر دو از اعضای کادر محلی بودند و او تا سن ۱۲ سالگی دوران کودکی خوشی را سپری نمود؛ ولی در جریان انقلاب فرهنگی، والدینش به جرم حمایت از سرمایه‌داری دستگیر و زندانی شدند و دوران سختی برای او شروع شد.
در ۱۹۷۳، مقامات محلی که نگران تأثیرگذاری مخرب جوانان تحصیلکرده بر ذهن روستانشینان بودند آنها را ابتدا به منطقه‌ای در حوالی رود زرد و سپس به منطقه‌ای دورتر با شرایط زندگی دشوارتر تبعید نمودند و وی زی جوان نیز در بین این تبعیدشدگان بود. آنها نه پولی برای خرج کردن داشتند و نه غذایی برای خوردن و زندگی مشقتباری را می‌گذراندند. اما وی زی موفق شده بود دوربین عکاسی قدیمی‌ای را همراه خود بیاورد. با اندک پولی که داشت چند کاغذعکاسی تاریخ مصرف گذشته را تهیه کرد و در ازای گرفتن عکس از روستائیان مقدار کمی غذا از ایشان دریافت می‌نمود.
سرانجام انقلاب فرهنگی در ۱۹۷۶ به پایان رسید و وی زی توانست پس از سال‌ها دوری به زادگاه خویش بازگردد.

## بازیگری
بسیاری از جوانان تبعیدی پس از اینکه به زادگاهشان بازگشتند همان زندگی ساده روستایی را در پیش گرفتند، ازدواج کرده و در دیارشان ماندگار شدند اما اینها وی زی را راضی نمی‌کرد. در تابستان ۱۹۷۶ و با تشویق یکی از دوستان سابقش که او را از برگزاری کلاسهای بازیگری در مدرسه‌اشان آگاه کرده بود در آزمون ورودی این کلاس‌ها شرکت کرده و قبول می‌شود. در همین زمان امتحانات ورودی دانشگاه‌ها نیز که متوقف شده بود دوباره برگزار می‌شود و والدین وی زی امیدوار بودند تا پسرشان در رشتهٔ پزشکی ادامه تحصیل دهد. حتی یکی از آموزگاران دبیرستانش او را تشویق به ادامهٔ تحصیل در رشتهٔ ادبیات می‌کند ولی او تصمیم خودش را گرفته است.
در ۱۹۸۵ وارد آکادمی مرکزی تئاتر پکن می‌شود و به تحصیلش در رشته بازیگری ادامه می‌دهد. در آخرین سال تحصیل و به منظور فارغ‌التحصیل شدن، دانشجویان باید در نمایشنامه‌ای با عنوان داستان‌های توتستان که در رابطه با سختی‌های زندگی در دهکده‌ای شمالی و تلاش برای پیروز شدن است شرکت نمایند. وی زی نقش روستایی‌ای مجنون را در این نمایش بازی کرده و بالاترین نمره را دریافت می‌نماید. پس از آن، نمایش اکران عمومی شده و با استقبالی کم‌نظیر روبرو می‌شود به گونه‌ای که روزنامهٔ خلق از آن با عنوان «برگی تازه در تئاتر مدرن چین» نام می‌برد. سرانجام این نمایش در ۱۹۸۸ جایزهٔ شکوفهٔ آلو که بالاترین جایزه کشور چین برای نمایش‌های صحنه‌ای است را برای وی زی به عنوان برترین بازیگر به ارمغان آورد و زمینه‌ساز ورود او در ۱۹۸۹ به مرکز هنرهای مردمی پکن که یکی از عالیترین نهادهای هنری چین است می‌شود. همان سال در اولین فیلم خود با نام آوازهای عاشقانه رود زرد بازی می‌کند و فیلم موفق به دریافت جایزه بهترین کارگردانی از جشنواره فیلم مونترال می‌شود. این اولین همکاری وی زی با ونگ تنجی است و سال‌ها بعد نیز در فیلم‌های فاتح (۱۹۹۴)، داستان شیان‌شیان (۱۹۹۶) و طلوع و غروب (۲۰۰۵) این کارگردان صاحب‌نام بازی می‌کند.
در ۱۹۹۲ وی زی به عنوان یکی از جوانترین بازیگران تراز اول در سطح ملی معرفی می‌شود و در همان سال در در دومین فیلم خود با نام جیانگ جویینگ که بر اساس زندگینامهٔ دانشمندی به همین نام ساخته شده است بازی کرده و نامرد دریافت جایزهٔ خروس طلایی بهترین بازیگر می‌شود. همچنین اولین حضور تلویزیونی خود را در سریال عشق‌های رودخانه مروارید تجربه می‌کند. در ۱۹۹۴ فیلم «در دهکده بمان» از او به نمایش درمی‌آید و وی زی برای دومین بار نامزد دریافت جایزه خروس طلایی بهترین بازیگر می‌شود.
با شروع قرن جدید و سال ۲۰۰۰، تلویزیون مرکزی چین (سی‌سی‌تی‌وی) که نهادی دولتی است تصمیم می‌گیرد اولین شبکه‌ای باشد در چین که سریالی را بر اساس یکی از داستان‌های رزمی جین یونگ، نویسنده مشهور هنگ‌کنگی می‌سازد. این سریال شیائو آو جیانگ خو نام دارد که در ایران با نام افسانه شجاعان از شبکه اول سیمای جمهوری اسلامی ایران پخش گردیده است. کارگردان سریال به هنگام انتخاب بازیگران، وی زی را مناسب ایفای نفش یوئه بوچون که شخصیتی منفی، دو رو و حیله‌گر است می‌داند زیرا معتقد است او تنها کسی است که می‌تواند از عهدهٔ بازی این نقش پیچیده به خوبی برآید. وی زی در ابتدا از قبول این نقش سر باز می‌زند زیرا معتقد است انرزژی لازم برای بازی در یک سریال رزمی را ندارد ولی در مقابل اصرار کارگردان قبول می‌کند تا فیلمنامه را بخواند. او چنان تحت تأثیر داستان و شخصیت دوگانه و چالش‌برانگیز یوئه بوچون قرار می‌گیرد که پاسخ مثبت می‌دهد. با پخش سریال در بهار ۲۰۰۱، منتقدان و بینندگان بازی او را در این نقش موفییت‌آمیز ارزیابی کرده و بدین ترتیب راه برای حضور بیشتر وی زی در عرصه تلویزیون هموارتر می‌گردد.

## فیلم‌شناسی

### سریال‌های تلویزیونی
| سال  | نام سریال                                 | نقش                  | توضیحات                                                |
| ---- | ----------------------------------------- | -------------------- | ------------------------------------------------------ |
| ۱۹۹۲ | عشق‌های رودخانه مروارید 情满珠江           |                      | اولین حضور بازیگر در تلویزیون                          |
| ۱۹۹۷ | هزاران سال 百年沉浮                       | پی ئی جیانگ          |                                                        |
| ۱۹۹۸ | تغییرات بزرگ در شانگ‌های 上海沧桑          | تانگ تونگ شو         | نمایش عمومی در ۲۰۰۵                                    |
| ۱۹۹۹ | فراز و فرودهای ماکائو 风雨澳门            | لی جین یون           |                                                        |
| ۲۰۰۰ | افسانه شجاعان 笑傲江湖                    | یوئه بوچون           | این سریال از تلویزیون ایران نیز پخش شده است            |
| ۲۰۰۰ | تماس ویژه 非常接触                        | لی خه‌پینگ            |                                                        |
| ۲۰۰۰ | مرگ و زندگی 生死存亡                      | فرمانده پلیس         |                                                        |
| ۲۰۰۱ | خیانت 背叛                                | سونگ ئی‌کون           |                                                        |
| ۲۰۰۲ | تلهٔ لطیف 温柔陷阱                         | جانگ داوی            |                                                        |
| ۲۰۰۳ | گروه ویژه DA师                            | جائو زی‌مینگ          |                                                        |
| ۲۰۰۳ | بهای پیروزی 刺虎                          | امپراتور یونگ‌جن      |                                                        |
| ۲۰۰۳ | اژدهای خفته جو گه لیانگ جوان 卧龙小诸葛   | استاد                |                                                        |
| ۲۰۰۴ | مرثیهٔ چین‌خوئی 秦淮悲歌                    | چیان چیان‌ئی          | این سریال در ابتدا بید دروازهٔ سفید نام داشته است       |
| ۲۰۰۴ | طلایه‌دار پرچم سرخ 红旗谱                  | فرمانده ارتش چین ملی |                                                        |
| ۲۰۰۴ | بهترین رستوران دنیا 天下第一楼            | لو منگ شی            |                                                        |
| ۲۰۰۴ | نبرد چانگ پینگ 长平之战                   | فرمانده بی چی        | این سریال تاریخی هنوز به نمایش عمومی درنیامده است      |
| ۲۰۰۵ | مأموریت 反黑使命                          |                      | هنرپیشه مهمان                                          |
| ۲۰۰۵ | طلاق و ازدواج مجدد 离婚再婚               | دکتر فانگ چین        |                                                        |
| ۲۰۰۵ | شمشیرزن جاسوس 剑出江南                    | شاهزاده نینگ         | برداشتی تاریخی از سریال موفق و امروزی Infernal Affairs |
| ۲۰۰۶ | بازرگان کلاه قرمز هو شو ین 红顶商人胡雪岩 | هو شو ین             |                                                        |
| ۲۰۰۶ | دونخوان بزرگ 大敦煌                       | لیانگ موتان          | اپیزود سوم: جمهوری                                     |
| ۲۰۰۶ | تپش 心跳                                  | جو جی‌لونگ            | با نام وحشت نیز شناخته می‌شود                           |
| ۲۰۰۶ | رابطهٔ خطرناک 危险关系                     | سو شی‌لونگ            | نسخه سینمایی سریال نیز ساخته شده است                   |
| ۲۰۰۷ | قهرمانان دریا 沧海英雄                    | یان جان‌فی            |                                                        |
| ۲۰۰۷ | وانگ جائوجون 王昭君                       | چوپان                |                                                        |
| ۲۰۰۸ | فرمانروای شانگ‌های 上海王                  | چانگ لی‌شونگ          |                                                        |

### فیلم‌های سینمایی
| سال  | نام فیلم                       | نقش           | توضیحات                                         |
| ---- | ------------------------------ | ------------- | ----------------------------------------------- |
| ۱۹۸۹ | آوازهای عاشقانه رود زرد 黄河谣 | دانگ گوئی     | اولین حضور بازیگر در جلوی دوربین                |
| ۱۹۹۲ | جیانگ جویینگ 蒋筑英            | جیانگ جویینگ  | نامرد دریافت جایزه خروس طلایی بهترین بازیگر مرد |
| ۱۹۹۲ | دختر قاتل 女杀手               | کارآگاه       |                                                 |
| ۱۹۹۳ | فرار از اردوگاه مرگ 冲出死亡营 | فرماندهٔ ژاپنی |                                                 |
| ۱۹۹۴ | در دهکده بمان 留村察看         | جیان جنگ      | نامرد دریافت جایزه خروس طلایی بهترین بازیگر مرد |
| ۱۹۹۴ | فاتح 征服者                    | لیو جیه سن    |                                                 |
| ۱۹۹۵ | روزی که خورشید سرد شد 天国逆子 |               |                                                 |
| ۱۹۹۶ | داستان شیان‌شیان 香香闹油坊     | خه دا وانگ    |                                                 |
| ۱۹۹۷ | ملاقات قرن 世纪约会            |               |                                                 |
| ۲۰۰۵ | طلوع و غروب 日出日落           | گو یو         |                                                 |
| ۲۰۰۶ | والس زمستانی 冬天华尔兹        | سو شی لونگ    | نسخهٔ سینمایی سریال رابطهٔ خطرناک                 |

## نمایش‌ها
- ۱۹۸۸ - داستان‌های توتستان - 桑树坪纪事
- ۱۹۸۸ - نشان ببر - 虎符

## جوایز
- ۱۹۸۸ - برنده جایزه شکوفه آلوی بهترین بازیگر برای نمایشنامهٔ داستان‌های توتستان
- ۱۹۸۸ - برنده جایزه ملی بهترین بازیگر تئاتر مدرن برای نمایشنامهٔ نشان ببر
- ۱۹۹۲ - نامزد دریافت جایزه خروس طلایی بهترین بازیگر مرد برای فیلم جیانگ جویینگ
- ۱۹۹۴ - نامزد دریافت جایزه خروس طلایی بهترین بازیگر مرد برای فیلم در دهکده بمان